# Stéphana Dorval
Stéphana Dorval, née le 17 mars 1998 à Delmas (Port-au-Prince), est une éditrice, narratrice, auteure, blogueuse et écrivaine haïtienne.

## Biographie
Stéphana Dorval nait le 17 mars 1998 à Port-au-Prince. Elle fait  des études en gestion des affaires à l'institut national d'administration, de gestion et de hautes études internationales (INAGHEI) de l'université d'État d'Haïti. Elle est éditrice, narratrice, auteure, blogueuse et écrivaine. Elle est la deuxième écrivaine lauréate de la bourse de création du programme Droits de l’homme et perspectives de femmes du Centre PEN Haïti. Son projet est un livre intitulé Les monologues de Port-au-Prince. Elle est connue grâce à son premier recueil de poème (Siwomyel ak sel), dont elle fait sa première vente signature le 5 juin 2021 dans les jardins de Makaya Chocolat à Pétion-Ville
Depuis ses onze ans, elle développe une appétence particulière pour la poésie parmi l'ensemble des genres littéraires,.
À l’âge de quinze ans elle prend conscience de son amour pour les lettres. Elle écrit alors des histoires dans les cahiers de sa mère. Stéphana Dorval s'inspire de son quotidien et de l’œuvre de Lyonel Trouillot (Agase Lesperans), afin de contribuer à l’enrichissement de sa langue maternelle.
Elle est l’une des lauréates du concours national de nouvelles organisé en 2016 par l’Association des professeurs de français en Haïti et C3 édition.

## Distinctions
- Deuxième écrivaine lauréate de la bourse de création du programme droits de l'homme et perspectives de femme de centre pen Haïti[2].

## Œuvres
- 2020 : Cette âme partie en disgrâce[6].
- 2021 : Siwomyèl ak sèl, éditions Correct Pro[3].